# هیزلت، نیوجرسی
هیزلت (به انگلیسی: Hazlet) شهری در ایالت نیوجرسی کشور ایالات متحده آمریکا است که جمعیت آن در سرشماری سال ۲۰۱۰ میلادی، ۲۰٬۳۳۴ نفر بوده‌است.